# Basílica Nuestra Señora del Pilar (San Vicente)

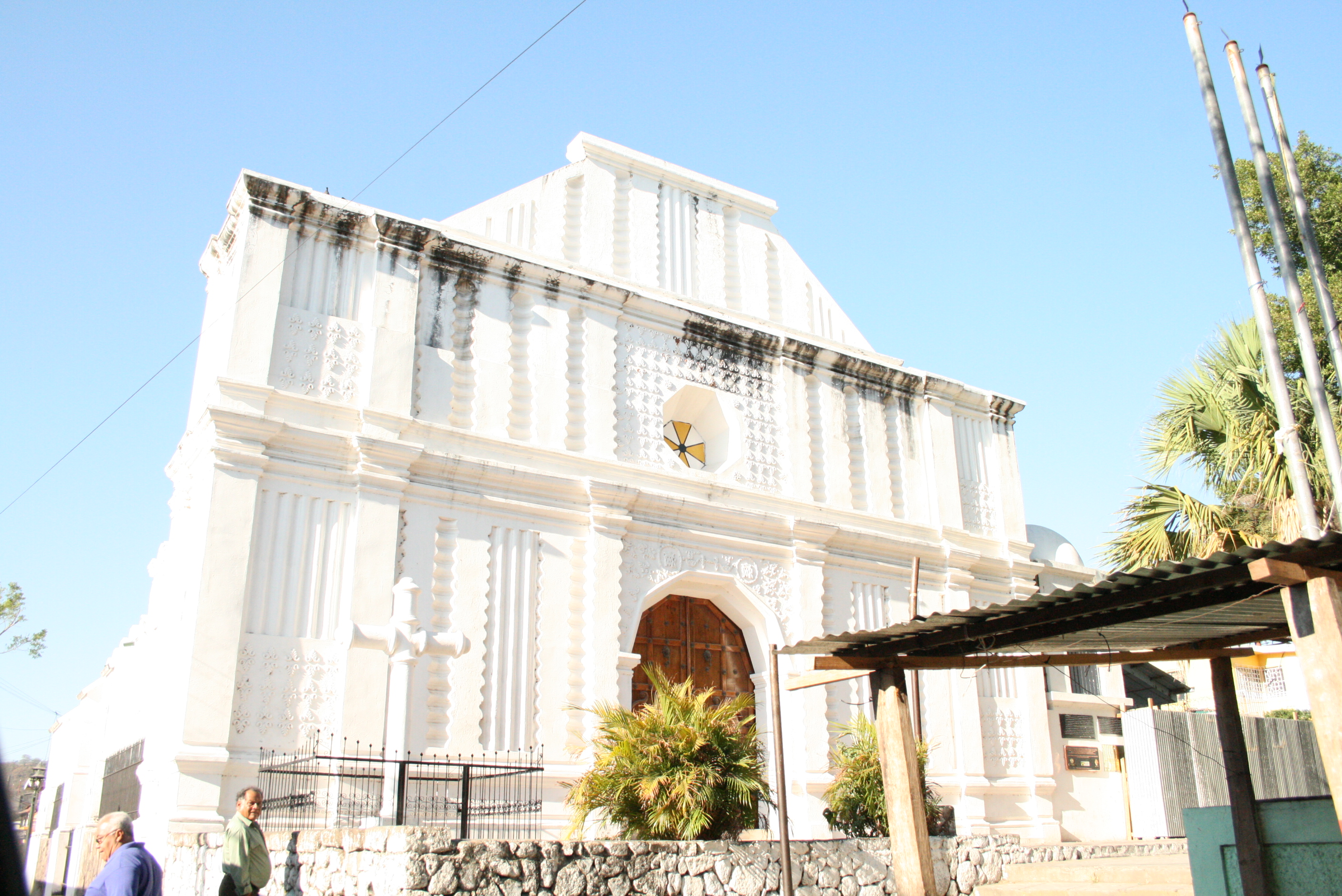
Fassade der Basilika

Die Basilika Unserer Lieben Frau auf dem Pfeiler (spanisch Basílica Nuestra Señora del Pilar) ist eine römisch-katholische Kirche in Ciudad San Vicente, El Salvador. Die Kirche des Bistums San Vicente trägt den Titel einer Basilica minor. Sie wird als Kulturgut geführt.

## Geschichte
Nach der Überlieferung wurde eine Kapelle durch José Merino für ein kleines Bild der Virgen del Pilar begonnen. Der Bau der Kirche begann 1762 durch die Familie Quintanilla und wurde 1769 fertiggestellt. Seine Formen wurden in Anlehnung an den Barock gestaltet. Die mit Halbsäulen strukturierte Fassade ist in drei Etagen gegliedert. Die dreischiffige Kirche wurde aus Mauerwerk und Ziegeln gebaut und mit einer Holzbalkendecke versehen. Der Hauptaltar besitzt ein geschnitztes Altarbild.
In der Krypta wurden die sterblichen Überreste der Nachkommen der Familie Quintanilla beigesetzt. Außerdem wurde hier José Simeón Cañas y Villacorta am 4. März 1838 begraben, der als Befreier der Sklaven in Mittelamerika bekannt ist. Er hatte in San Vicente 1833 die Proteste der Nonualco unter ihrem Anführer Anastasio Mártir Aquino San Carlos miterlebt.
Das Erdbeben von 1936 verursachte beträchtlichen Schaden an der Kirche, der erst 1959 beseitigt werden konnte. Am 19. Februar 1953 wurde die Kirche zum Nationalmonument erklärt, weil sie eine der ältesten Kirchen in El Salvador ist. 1962 erhielt die Kirche aus Anlass der Feierlichkeiten zum 200. Jubiläum durch Papst Johannes XXIII. den Rang einer Basilica minor. Erneute Schäden entstanden durch das Erdbeben von 2001. Nach umfassenden Restaurierungen konnte die Kirche am 1. Oktober 2008 wieder geöffnet werden.